# Robert Franklin Bratton
Robert Franklin Bratton (ur. 13 maja 1845, zm. 10 maja 1894) – amerykański polityk związany z Partią Demokratyczną. W latach 1893–1894 był przedstawicielem pierwszego okręgu wyborczego w stanie Maryland w Izbie Reprezentantów Stanów Zjednoczonych.